# Tell Berna
Pour les articles homonymes, voir Berna.
Tell Berna (né le 24 juillet 1891 à Pelham Manor - mort le 5 avril 1975 à Nantucket) est un ancien athlète américain spécialiste du 5 000 mètres.

## Palmarès

### Jeux olympiques d'été
- Jeux olympiques d'été de 1912 à Stockholm,  Suède
  -  Médaille d'or du 3 000 mètres par équipes
  - 5e du 5 000 mètres